# Villeneuve-lès-Béziers
Villeneuve-lès-Béziers (okzitanisch: Vilanòva de Besièrs) ist eine Gemeinde im Département Hérault in der Region Okzitanien in Südfrankreich. Sie gehört zum Arrondissement Béziers und zum Kanton Béziers-3. Die Gemeinde hat 4283 Einwohner (Stand: 1. Januar 2022), die „Villeneuvois(es)“ genannt werden.

## Geographie
Villeneuve-lès-Béziers liegt am Canal du Midi. Der Orb begrenzt die Gemeinde im Südwesten. Umgeben wird Villeneuve-lès-Béziers von den Nachbargemeinden Béziers im Norden und Westen, Cers im Osten, Portiragnes im Südosten, Sérignan im Süden sowie Sauvian im Südwesten.
Durch die Gemeinde führt die Autoroute A 9.

## Bevölkerungsentwicklung
| Jahr      | 1962 | 1968 | 1975 | 1982 | 1990 | 1999 | 2006 | 2017 |
| --------- | ---- | ---- | ---- | ---- | ---- | ---- | ---- | ---- |
| Einwohner | 2135 | 2315 | 2502 | 2546 | 2972 | 3434 | 3586 | 4207 |

## Sehenswürdigkeiten

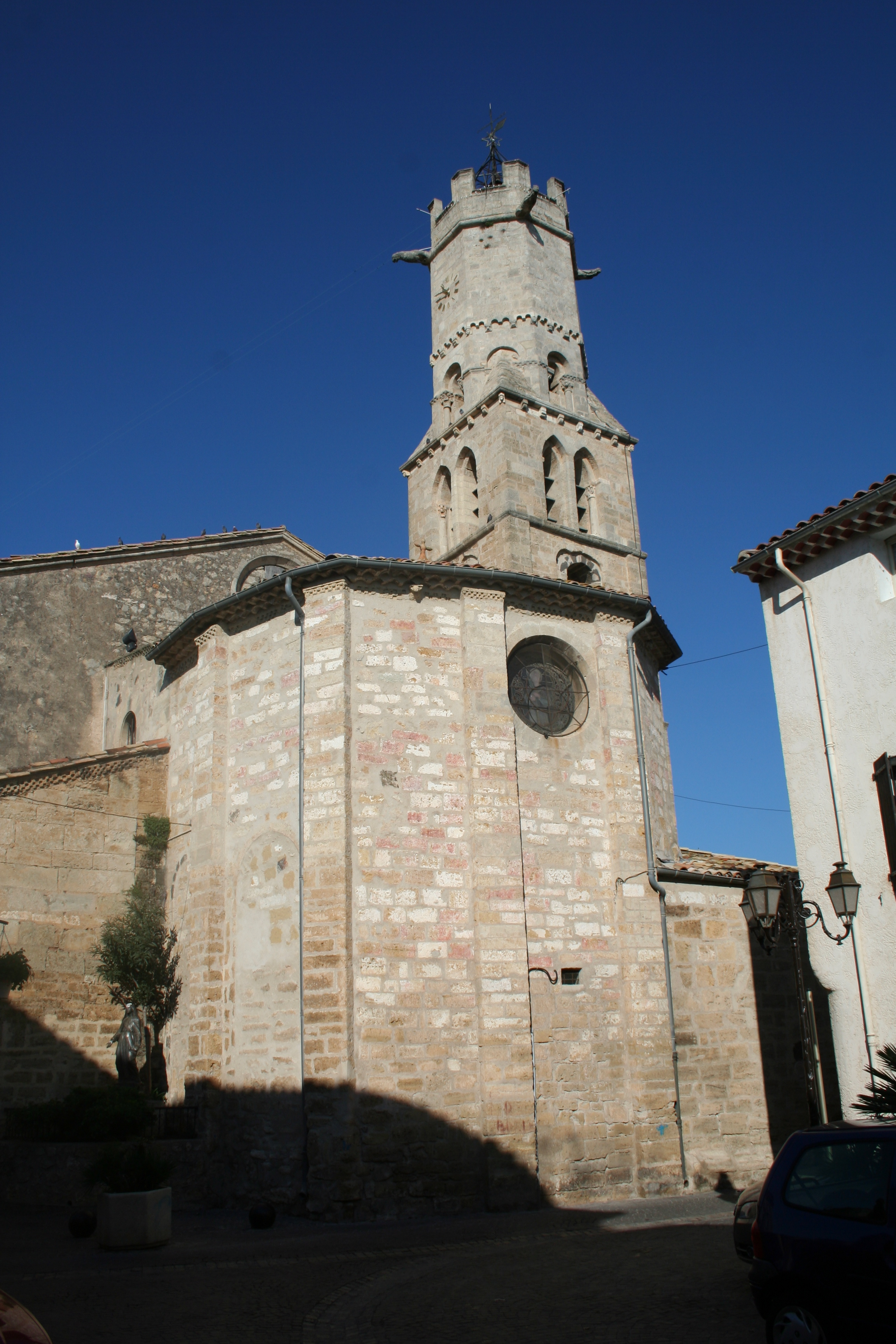
Kirche Saint-Étienne

- Romanische Kirche Saint-Étienne, im 12. Jahrhundert erbaut, Umbauten bis ins 14. Jahrhundert, seit 1930 Monument historique